# Batadorp

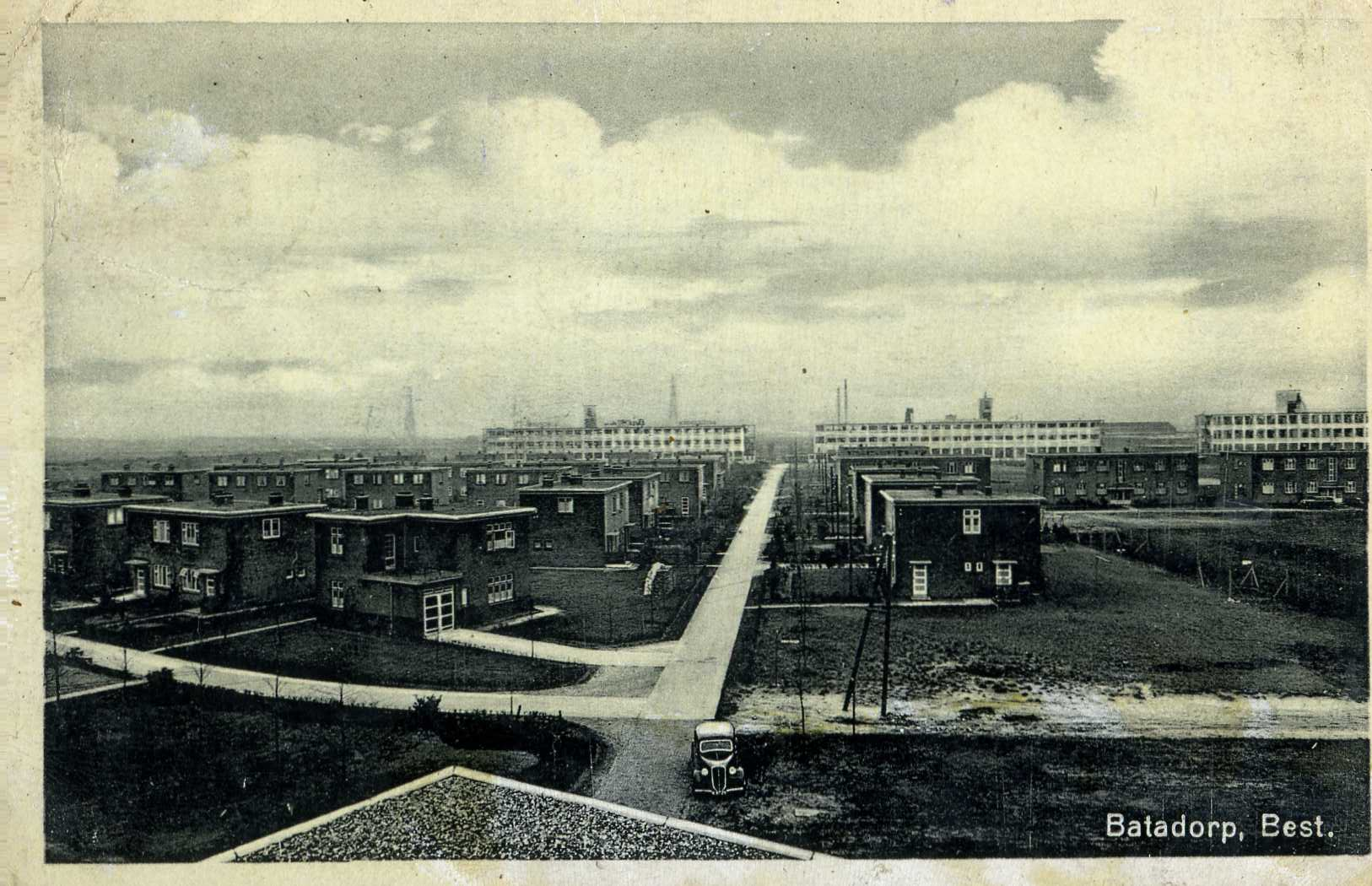
Továrna v Batadorpu, 1939

Batadorp je sídelní útvar spojený s továrnou na výrobu obuvi, který před druhou světovou válkou založil v Nizozemsku koncern Baťa. Administrativně je Batadorp čtvrtí města Best, ležícího severně od Eindhovenu v nizozemské provincii Severní Brabantsko. Funkcionalistická budova Baťovy továrny má od roku 2000 status kulturní památky (rijksmonument znamená v doslovném překladu státní památka).

## Historie
Koncern Baťa začal v Nizozemsku působit v roce 1921, kdy otevřel svou první továrnu v Amsterodamu. Výstavba továrny v sousedství města Eindhoven u kanálu řeky Maas byla zahájena v roce 1933. V roce 1933 již měl Baťa v Nizozemsku 28 prodejen. Název osady Batadorp je kombinací modifikovaného názvu koncernu (Bata) a nizozemského označení vesnice (Dorp). Před vypuknutím druhé světové války byla v Batadorpu záložní centrála koncernu vystupující pod firmou Abex. V sedmdesátých letech se výrobní program továrny přeorientoval na výrobu bezpečnostní obuvi. Dnes je továrna v Batadorpu posledním fungujícím baťovským satelitem v Evropě.